# An Nam tạp chí
An Nam tạp chí (chữ Hán: 安南襍誌) là tên một tờ báo do Tản Đà Nguyễn Khắc Hiếu sáng lập năm 1926. Đây là tờ tạp chí chuyên về văn học đầu tiên của Việt Nam, ngoài ra nó cũng giữ một kỷ lục về số lần đình bản và tái xuất. 

## Nhận xét, bình luận
Chuyện lận đận giữa Tản Đà và báo An Nam là một đề tài được nhiều nhà cảm khái. Tú Mỡ Hồ Trọng Hiếu có bài thơ "Trời đầy Nguyễn Khắc Hiếu", nhại lại bài "Hầu trời" của Tản Đà. Kể chuyện Tản Đà ngâm thơ vang tới trời, trời giận quá chửi "cái thằng tiên ranh", "ta đầy xuống hạ giới/để bắt chịu nhục hình/ai ngờ hắn vẫn nhàn/Ngày tháng ngâm thơ tràn"... Trời hỏi các tiên nên bắt Tản Đà chịu hình phạt gì, để ông phải chịu gian nan, thì các tiên đồng thanh nói:
"Tội nặng nhất trần gian
Là bắt anh Khắc Hiếu
Làm tạp chí "An Nam"